# Lalthathanga Khawlhring
Lalthathanga Khawlhring (sinh ngày 30 tháng 3 năm 1998) là một cầu thủ bóng đá người Ấn Độ thi đấu ở vị trí tiền vệ cho Aizawl FC ở I-League cho mượn từ đội bóng tại Indian Super League NorthEast United FC.

## Sự nghiệp
Sinh ra ở Mizoram, Lalthathanga bắt đầu sự nghiệp cùng với Bethlehem Vengthlang ở Mizoram Premier League trước khi gia nhập DSK Shivajians và học viện. Sau mùa giải 2015–16, Lalthathanga đạt danh hiệu tiền vệ xuất sắc nhất giải đấu.
Ngày 8 tháng 1 năm 2017 Lalthathanga ra mắt cho DSK Shivajians trong trận mở màn I-League mùa giải 2016–17 trước Mumbai. Anh đá chính và thi đấu cả trận mặc dù DSK Shivajians thất bại 1–0 tại Cooperage Ground.

### Aizawl FC
Ngày 29 tháng 7 năm 2017, câu lạc bộ tại Indian Super League NorthEast United FC thông báo rằng họ đã hoàn tất chuyển nhượng của Lalthathanga, ký hợp đồng 3 năm nhưng được cho mượn lập tức đến Aizawl FC thi đấu mùa giải 2017–18.

## Thống kê sự nghiệp
Tính đến 2 tháng 3 năm 2018
| Câu lạc bộ          | Mùa giải            | Giải vô địch        | Giải vô địch | Giải vô địch | Cúp Liên đoàn | Cúp Liên đoàn | Cúp Quốc gia | Cúp Quốc gia | Châu lục | Châu lục  | Tổng    | Tổng      |
| Câu lạc bộ          | Mùa giải            | Hạng đấu            | Số trận      | Bàn thắng    | Số trận       | Bàn thắng     | Số trận      | Bàn thắng    | Số trận  | Bàn thắng | Số trận | Bàn thắng |
| ------------------- | ------------------- | ------------------- | ------------ | ------------ | ------------- | ------------- | ------------ | ------------ | -------- | --------- | ------- | --------- |
| DSK Shivajians      | 2016–17             | I-League            | 4            | 0            | 0             | 0             | 0            | 0            | —        | —         | 4       | 0         |
| Aizawl              | 2017–18             | I-League            | 17           | 1            | 0             | 0             | 0            | 0            | 1        | 0         | 18      | 1         |
| Tổng cộng sự nghiệp | Tổng cộng sự nghiệp | Tổng cộng sự nghiệp | 21           | 1            | 0             | 0             | 0            | 0            | 1        | 0         | 22      | 1         |

## Danh hiệu

### Cá nhân
- Tiền vệ xuất sắc nhất Mizoram Premier League 2015–16[1]